# إعلان القداسة

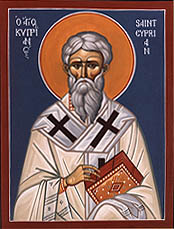
صورة للقديس قبريانوس القرطاجي المعلن القداسة

إعلان القداسة وهو طقس موجود في الكنيسة الرومانية الكاثوليكية وفي الكنيسة الأرثوذكسية الشرقية تعلن من خلاله قداسة شخص معين، وذلك بحسب أعماله ومدى التزامه بالمسيحية وذلك بعد أن يتم تطويب ذلك الشخص ويقوم البابا عادة بهذا العمل مثلما قام البابا فرنسيس الأول بإعلان قداسة البابوين الراحلين يوحنا الثالث والعشرون ويوحنا بولس الثاني في سنة 2014، وعادة التقديس يكون مستند إلى معجزة يقوم بها هذا القديس.